# Реконструкция Михайловского редута (Пензенская область)
Реконструкция Михайловского редута — музейный комплекс и туристический объект под открытым небом в с. Николаевка Саловского сельсовета Пензенского района Пензенской области на малой родине русского путешественника и исследователя Русской Америки Лаврентия Алексеевича Загоскина (1808—1890). 
Представляет собой реконструкцию Михайловского редута — укреплённого торгового поста, построенного в 1833 году в Русской Америке на Аляске и служившего отправной точкой для масштабной экспедиции Лаврентия Загоскина по Юкону в 1842—1844 годах.
Музейный комплекс построен Пензенским региональным отделением Русского географического общества в 2021-2022 годах в рамках реализации проекта «Юконский ворон», победившего в конкурсе Фонда Президентских грантов.
Торжественно открыт 23 июля 2022 года.
Является центром проведения ежегодных массовых мероприятий - межрегионального историко-культурного фестиваля «Юконский ворон» и Феодоровской (Загоскинской) ярмарки.

## Объект реконструкции

### История Михайловского редута
В начале XIX века попытки исследования среднего течения реки Юкон не предпринимались. Только в 1830 году главный правитель Русской Америки Пётр Чистяков направил в Берингово море и Берингов пролив экспедицию на российском бриге «Чичагов» под руководством мичмана Адольфа Этолина, которая исследовала залив Нортон-Саунд и остров Святого Лаврентия на западном побережье Аляски, а также Чукотку, начав торговлю с местными жителями. Эта экспедиция послужила прологом для более интенсивного проникновения русских на север, в глубинные районы материка. Чистяков также намеревался основать здесь поселение, но инициатива не была реализована в ходе экспедиции Этолина.
Осенью 1830 года пост главного правителя Русской Америки занял известный полярный путешественник, капитан 1-го ранга Фердинанд Врангель, видевший развитие Русской Америки в расширении торговой деятельности на Севере. В 1831 году главное правление Российско-американской компании (РАК) рекомендовало Врангелю учредить факторию на морском побережье в районе Берингова пролива. В этом случае корабли РАК могли бы посещать чукчей на противолежащем берегу Азии с целью развития торговли. Руководствуясь этими соображениями, Врангель послал в 1832 году судно под начальством лейтенанта Михаила Тебенькова к Берингову проливу для выбора подходящего места под строительство поселения и для торговли с туземцами. В 1832 году Тебеньков так и не заложил здесь русскую факторию, однако собрал много важных сведений о географии залива Нортон-Саунд и скупил немало пушнины у местных эскимосов.

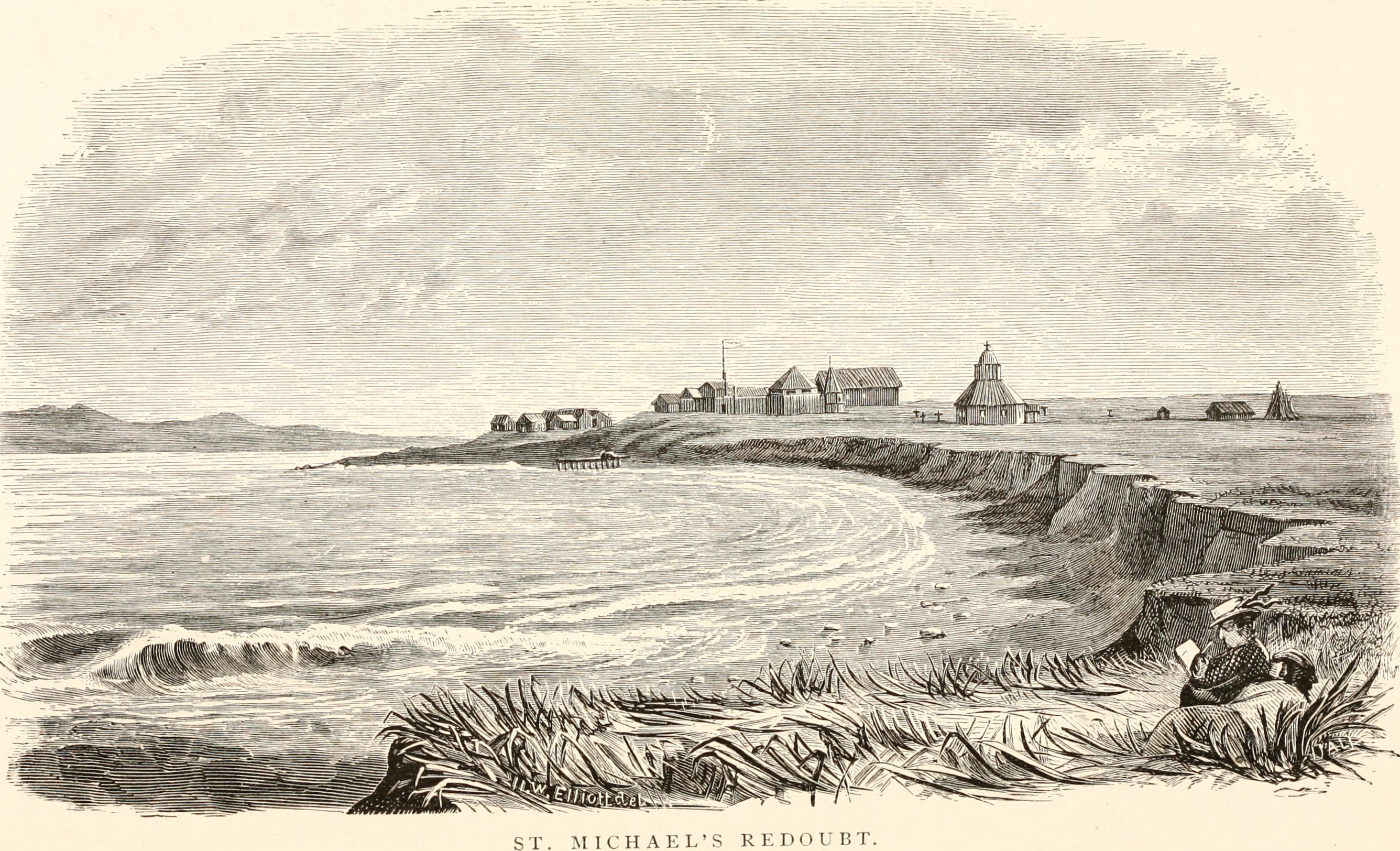
Михайловский редут в 1870 году

Весной 1833 года Фердинанд  Врангель вновь отправил в район Берингова пролива два судна — «Квихпак» и «Уруп» под командованием лейтенантов Николая Розенберга и Михаила Тебенькова. Тебенькову Врангель поручил построить там торговый пост компании. Тебеньков успешно справился с поручением и летом 1833 года основал новую укрепленную факторию в заливе Нортон. Она была заложена на юго-восточной стороне маленького острова, рядом с более крупным островом Стьюарт и побережьем материка невдалеке от устья реки Юкон. Новая фактория была названа «Редутом Святого Михаила» или «Михайловским редутом» по имени её основателя Михаила Тебенькова. Первоначально здесь разместилось 25 служащих Российско-американской компании.
Основание Михайловского редута на одном из наиболее оживленных торговых путей вызвало недовольство эскимосов малеймютов и азиякмютов (кауверак), игравших заметную роль в товарообмене между туземцами бассейна Юкона и Чукотки. Уменьшение притока пушнины побудило их попытаться уничтожить Михайловский редут в 1836 году. Для этого они послали 200 воинов на десяти больших байдарах и через запуганных ими местных эскимосов следили за гарнизоном крепости. 10 августа 1836 года эскимосы напали на девятерых человек из гарнизона Михайловского редута, которые были посланы на баркасе для сбора леса на морское побережье. Один из служащих был убит эскимосами, а все остальные ранены, хотя и пытались отстреливаться из ружей. Русским удалось избежать гибели только благодаря мужеству и физической силе промышленника Курепанова, который, увлекая за собой раненых товарищей, топором проложил дорогу к неприятельской байдаре на берегу и, захватив ее, отчалил в море. Вскоре спасшиеся достигли Михайловского редута и подняли тревогу. Нападавшие отступили, потеряв несколько человек ранеными и убитыми, в том числе одного влиятельного вождя и больше не появлялись на южном берегу залива Нортон.

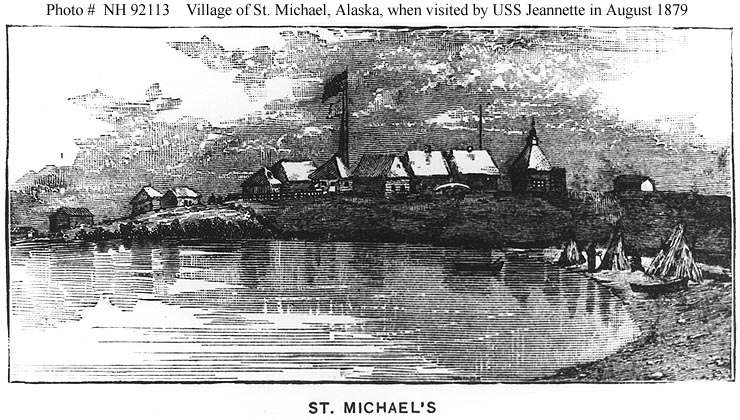
Михайловский редут в 1879 году

В начале 1840-х годов в Михайловском редуте ежегодно выменивалось у туземцев по 350-500 бобровых, более 100 выдровых и около 150 лисьих шкур. Пушнина приобреталась по следующим эквивалентам: бобровая шкурка приравнивалась к фунту табака, а за две шкурки русские давали полфунта красного (белого) бисера или топор. В Михайловский редут поставлялся для товарообмена белый и красный бисер, цукли, табак, медные кружки, зеркальца, топоры, ножи и другие железные изделия.
Торговля с русскими, по свидетельству Лаврентия Загоскина, заметно улучшила быт туземцев Севера. Всего через десять лет после основания Михайловского редута они совершенно оставили каменные топоры, ножи и костяные иглы, заменив их металлическими. Некоторые туземцы, особенно богатые торговцы, быстро осваивали предметы европейской культуры. Так, Загоскин описал жилище одного из них по имени Кантельнук, из племени инкаликов, который имел не только русские котлы, кружки, ножи и топоры, но и скамейки, стулья и даже своеобразную люстру из таловых обручей с шестью лампами-жирниками. Сам Кантельнук был одет в рубаху, штаны и картуз, приобретенные в русских факториях.
Осваивая новые территории, русские всячески стремились примирить часто враждовавших между собой туземцев, так как война сильно мешала торговле. Кроме того, РАК постоянно нанимала алеутов и кадьякцев на промысловые работы, а тлинкитов с начала 1840-х — для работ в порту и в качестве матросов на кораблях РАК.

### Экспедиции Загоскина с территории Михайловского редута
В 1840 году пост главного правителя Русской Америки занял капитан 2-го ранга Адольф Этолин, прослуживший к этому времени в РАК более 15 лет и хорошо знакомый с жизнью и проблемами русских поселений и факторий. При Этолине в Русской Америке развернулось бурное строительство (появились новые дома, церкви, мосты, плотины,  кирпичные, мукомольные и лесопильные заводы, корабли), а также ремонт старых редутов, расширились масштабы торговли и пушных промыслов.

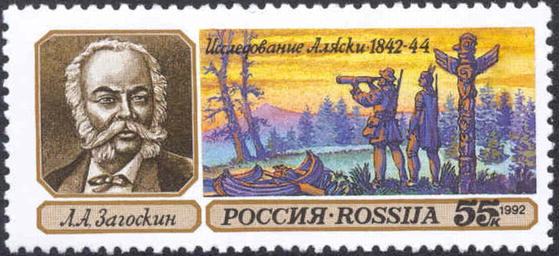
Российская почтовая марка «Л. А. Загоскин. Исследование Аляски, 1842-1844», выпущенная к 150-летию начала экспедиции

Правление Этолина также было отмечено организацией многочисленных исследовательских экспедиций в глубинные районы Аляски, наиболее масштабной из которых стала экспедиция под руководством лейтенанта Российского императорского флота Лаврентия Загоскина в район заливов Нортон и Коцебу, в бассейны рек Юкон и Кускоквим, продолжавшаяся более полутора лет (1842—1844 годы) и ставшая крупнейшей экспедицией в материковую часть Аляски за период с 1800-х по 1840-е годы. Одной из её главных целей было изучение маршрута, по которому пушнина из долины Юкона попадала на побережье материка, а затем доставлялась на Чукотку, где ее скупали колымские купцы.
Летом 1842 года Загоскин приплыл из Новоархангельска в Михайловский редут, ставший отправной точкой его экспедиции. Передвигаясь на байдаре, он произвел опись побережья залива Нортон до устья реки Уналаклит. Затем зимой 1842—1843 гг. перебрался на собачьих упряжках в редут Нулато и обследовал низовья реки Коюкук. Летом он прошел до устья реки Тананы (притока Юкона) и далее уже на байдаре исследовал и нанес на карту Юкон от порогов до нижней луки. Летом 1844 года он продолжил обследование низовий Юкона, а также среднего и нижнего течения реки Кускоквим, обнаружил ранее неизвестное селение эскимосов Анилукхтакпак. Открыл горный хребет, отделяющий Юкон от восточного побережья залива Нортон. В ходе экспедиции, зимовки Загоскин проводил в Михайловском редуте. Итогом экспедиции Загоскина стало его исследование «Пешеходная опись русских владений в Америке, произведенная лейтенантом Лаврентием Загоскиным в 1842, 1843 и 1844 гг. с меркаторскою картою, гравированною на меди» в 2-х частях, в которой впервые дано подробное описание глубинных территорий Аляски, а также содержатся ценные этнографические сведения о коренных жителях полуострова, указаны ареалы их расселения, имеется составленная Загоскиным точная карта нижней части бассейна рек Юкона и Кускоквима, побережья Берингова моря между их устьями.
«За исследования, проведенные в Русской Америке», Загоскин был награждён орденом Святой Анны 3 степени (1846), избран действительным членом Русского географического общества (1849) и удостоен Демидовской премии Петербургской академии наук. От индейцев Русской Америки Загоскин получил уважительное прозвище «Юконский ворон» (в мифологии племен Северной Америки ворон признается богом-творцом, отцом народа и именуется Великим Вороном).

## Увековечение памяти Загоскина в Пензенской области. Инициатива реконструкции Михайловского редута
Инициатива создания на малой родине Лаврентия Загоскина в с. Николаевка Саловского сельсовета Пензенского района Пензенской области реконструкции Михайловского редута в Русской Америке, служившего отправной точкой для масштабной экспедиции русского путешественника по Юкону в 1842—1844 годах, была выдвинута Пензенским областным отделением Всероссийской общественной организации «Русское географическое общество» (председатель И. В. Пантюшов) в сентябре 2019 года после реализации комплекса проектов по увековечению памяти Загоскина в Пензенской области.
Тема увековечения памяти Лаврентия Загоскина, как выдающегося выдающегося исследователя, в Пензенской области целый ряд лет является предметом практической деятельности Пензенского областного отделения Русского географического общества. В 2012 году эта общественная организация при содействии региональных органов власти организовала и провела конкурс фотографии «Открой Россию» памяти Л. А. Загоскина; в 2013 году при Пензенском областном отделении был создан молодежный центр «Следопыты Русского географического общества» имени Л. А. Загоскина; с 2014 года областное отделение Русского географического общества при содействии региональных властей организовывает и проводит международный конкурс литературных и журналистских произведений имени Л. А. Загоскина «Вслед за путеводной звездой»; в 2016 году материалы, посвящённые Л. А. Загоскину вошли в объединённую экспозицию «Музей русских экспедиций», открытую областным отделением Русского географического общества в Литературном музее Пензенской области; в 2017 году тематический стенд, посвящённый Л. А. Загоскину был установлен в сквере Полярников на улице Володарского г. Пензы, созданном областным отделением Русского географического общества при содействии муниципальных властей города.

Афиша спектакля по мотивам романа С. Н. Маркова «Юконский ворон» (Пензенский ТЮЗ, 2018)

В 2017—2018 годах в рамках реализации проекта «Возвращение к родным берегам» (к 210-летию Л. А. Загоскина), победившего в конкурсе Фонда Президентских грантов, Пензенское областное отделение Русского географического общества организовало проведение уроков о Лаврентии Загоскине в образовательных организациях; в Пензенском театре юного зрителя был поставлен спектакль «Юконский ворон» по мотивам одноимённого романа Сергея Маркова, посвящённого Загоскину и его исследованиям Русской Америки; была организована школьная олимпиада «Демографический портрет России и Пензенской области», посвященная 210-летию со дня рождения путешественника и конкурс детского рисунка «Лаврентий Загоскин — наш русский Колумб, через 210 лет»; выставка «Наследие Русской Америки», творческий вечер «Вслед за путеводною звездой и выставка в Литературном музее Пензенской области фотографий различных артефактов, переданных Загоскиным в 1846 году в кунсткамеру Санкт-Петербурга; а также экспедиции —  водный поход в честь 210-летия со дня рождения Загоскина по реке Андоме, которая протекает на севере Вологодской области и на Северный Кавказ (флаг с портретом Загоскина был развернут на Эльбрусе).
21 сентября 2018 года был торжественно открыт памятник Лаврентию Загоскину у здания Музея народного творчества в г. Пензе. Председатель Пензенского областного отделения Русского географического общества Игорь Пантюшов заявил на открытии, что «следующая задача — уделить внимание родному селу Загоскина — Николаевке и продолжить работу над проектом "Возвращение к родным берегам"».

Памятник Л. А. Загоскину в Николаевке (2019, скульптор И. В. Порватов)

В 2018—2019 годах в рамках реализации проекта «Возвращение к родным берегам-2» (к 210-летию Л. А. Загоскина), победившего в конкурсе Фонда Президентских грантов, Пензенское областное отделение Русского географического общества провело очередной межрегиональный открытый литературный конкурс «Вслед за путеводною звездой», посвящённый Загоскину, инициировало проведение «Загоскинских уроков» в образовательных организациях региона, организовало областную географо-краеведческую олимпиаду школьников, посвящённую памяти Загоскина, на малой родине Загоскина в Николаевке было создана первичная организация Русского географического общества, объединившая активистов, участвующих в реализации проектов организации и возрождении села.
9 сентября 2019 года был установлен, а через три дня — 12 сентября торжественно открыт памятник Лаврентию Загоскину на его малой родине, в центре с. Николаевка Пензенского района. На открытии памятника было объявлено, что с 2020 года в Николаевке, будет ежегодно проводиться историко-культурный фестиваль «Юконский ворон».
В ходе подготовки открытия памятника Загоскину в Николаевке председателем Пензенского областного отделения Русского географического общества Игорем Пантюшовым было заявлено, что в дальнейшем в Николаевке планируется создать единственный в России музей Лаврентия Загоскина, концепция которого будет обсуждаться с местными жителями. «Мое предложение — все-таки сделать в виде Михайловского редута, где Лаврентий Алексеевич Загоскин на Аляске проводил зимовки», — пояснил Игорь Пантюшов. 9 ноября 2019 года в ходе проведения круглого стола «Сохранение наследия Лаврентия Загоскина. Итоги и перспективы», состоявшегося в штабе экологического движения «Зеленая волна», работающего под эгидой областного отделения Русского географического общества на базе Литературного музея Пензы, было объявлено об идее возвести в селе Николаевка элементы Михайловского редута — укрепления, в котором Лаврентий Загоскин на Аляске проводил зимовки во время своей экспедиции, создав в этом редуте музей Загоскина.

## Реализация проекта «Юконский ворон» (создание реконструкции Михайловского редута)
14 ноября 2020 года Пензенское областное отделение Русского географического общества подало на конкурс Фонда Президентских грантов (по направлению «Сохранение исторической памяти») проект «Юконский ворон». (Памяти легендарного исследователя Русской Америки Л. А. Загоскина посвящается)», предполагающий воссоздание на малой родине Загоскина в с. Николаевка  реконструкции Михайловского редута под открытым небом — деревянного макета укрепленного торгового поста на Аляске, основанного Российско-американской компанией в 1833 году, где служил Загоскин и откуда стартовала его экспедиция 1842-1844 годов. Макет редута предполагалось воссоздать по сохранившимся эскизам, а в его составе создать тематические экспозиции, сформировав музейно-туристический объект. В январе 2021 года проект «Юконский ворон» стал одним из победителей конкурса Фонда Президентских грантов в своей номинации.
Реализация проекта осуществлялась с февраля 2021 года по июль 2022 года.
В феврале 2021 года председатель Пензенского областного отделения Русского географического общества Игорь Пантюшов объявил, что реализация проекта «уже началась» и в апреле-мае 2021 года, после получения необходимых согласований, начнётся строительство Михайловского редута, который будет состоять из нескольких деревянных сооружений (форт-поста, жилища казарменного типа, амбара и часовни), реконструируемых по дошедшим до нас изображениям и чертежам.
20 апреля 2021 года в Николаевке состоялось выездное совещание по реализации первого этапа проекта «Юконский ворон», в ходе которого с архитекторами и местными жителями были обсуждены вопросы корректировки проектных и дизайнерских работ по созданию Михайловского редута. Было решено, что в состав работ по благоустройству территории редута и созданию элементов оборонительного вала будет входить использование тяжелой строительной техники: планировка территории (вывоз мусора, расчистка и грейдирование), отсыпка площадки и оборонительного вала с завозом грунта, укладка бордюрного камня и другие работы, а основными работами первого этапа проекта станет изготовление деревянных срубовых макетов сооружений Михайловского редута в натуральную величину. 26 апреля 2021 года в Министерстве культуры и туризма Пензенской области состоялась пресс-конференция, посвященная презентации и ходу реализации проекта «Юконский ворон». 16 мая 2021 года было объявлено об окончательном определении площадки для строительства редута в Николаевке, всей последовательности действий по проекту и скором начале строительных работ.
5 июня 2021 года в селе Николаевка на площадке будущего Михайловского редута начались работы по благоустройству территории и подготовке к монтажу деревянных макетов. В течение нескольких дней силами подрядной организации были выполнены все земляные работы по выравниванию территории площадки редута. Рабочие убрали и вывезли весь мусор, завезли дополнительный грунт и песок на площадку, выставили опалубку под основание тротуара из плитки, а также под деревянные дорожки. Затем были залиты бетонные основания под каждый объект редута и их соединение друг с другом дорожками. В конце июня — начале июля 2021 года были опубликованы сообщения о ходе второго этапа строительства: работ по бетонированию, укладке брусчатки и начале монтажа основных сооружений — деревянных макетов Михайловского редута. Также было объявлено о создании рядом с реконструкцией Михайловского редута современных элементов: беседки для отдыха, детской и спортивной площадки.
«Село умирало, здесь практически не осталось жителей, не было дороги, были проблемы со светом. Люди отсюда уезжали... И вдруг этот взрыв — исторический, эмоциональный. И началась большая работа. Сюда проложили отличную дорогу. Сейчас уже восемь новых домов строятся на тех местах, где когда-то стояли старые дома, и люди возвращаются семьями с детьми, строят большие дома всерьез и надолго — не дачные. Мы возрождаемся в прямом смысле» (2021).
10 июля 2021 года на территории Михайловского редута прошёл субботник, организованный областным отделением Русского географического общества, военнослужащими Филиала Военной академии материально-технического обеспечения им. А. В. Хрулева (ПАИИ) и жителями Николаевки. Участниками субботника была произведена уборка площадки редута от сорняка и строительного мусора, оказана помощь строителям при выравнивании территории. Военнослужащие также очистили от зарослей и травы просеку, которая в перспективе должна стать новой туристической тропой и свяжет Михайловский редут с природными достопримечательностями и водоемами села.
К концу августа 2021 года были смонтированы практически все срубы редута, предусмотренные проектом. Казарменное помещение дорабатывалось из-за сложности выполнения работ, так как все работы выполнялись вручную. Была проведена антикоррозийная и противопожарная обработка внутренних поверхностей помещений, где на лаги монтируются полы. Приступили к покрытию крыш вторым слоем пиломатериала. На бетонные дорожки были установлены обработанные биосоставом лаги, на которые настилается деревянный тротуар, связывающий все помещения редута. 4 сентября 2021 года на территории Михайловского редута был проведён очередной субботник, в ходе которого была произведена уборка площадки редута от строительного мусора, который накопился в ходе выполнения монтажных работ, а также тщательно очищена территория форта от сорняков и зарослей.
11 сентября 2021 года на площадке Михайловского редута состоялась торжественная закладка капсулы времени с участием Героя России, летчика-космонавта Александра Самокутяева и военнослужащих ПАИИ. Игорь Пантюшов зачитал послание потомкам («Мы закладываем новый историко-культурный и туристический объект — Михайловский редут, форт, подобного которому в России еще нет. Расцветет ли он вместе с селом, зависит только от нас»), которое затем было помещено в герметичную капсулу и под торжественную музыку замуровано в специально изготовленную бетонную тумбу, установленную у основания Михайловского редута. Послание должно быть вскрыто через 10 лет, в 2031 году.
18 сентября 2021 года на строящемся Михайловском редуте прошла Феодоровская (Загоскинская) ярмарка, а 2 октября 2021 года — историко-культурный фестиваль «Юконский ворон», в ходе которого над строящимся зданием форт-поста Михайловского редута был поднят флаг Русской Америки и исполнен её исторический гимн, написанный первым главным правителем русских поселений Александром Барановым в 1799 году.
К концу октября 2021 года был завершён монтажный этап возведения Михайловского редута: все деревянные помещения и тротуары были смонтированы на бетонных площадках — основаниях, защищённых от коррозии. Деревянные конструкции редута обработаны огнеупорным и антикоррозийным биосоставом. Также был отсыпан оборонительный вал, завершено мощение тротуарных дорожек и площадок, сделана асфальтированная автостоянка. В декабре 2021 года Михайловский редут был обурудован системой круглосуточного видеонаблюдения.
23 января 2022 года митрополит Пензенский и Нижнеломовский Серафим освятил часовню во имя Архистратига Михаила, являющуюся составной частью реконструкции Михайловского редута. По окончании чина освящения митрополит Серафим заявил: «То, что такая частица Русской Америки здесь появилась, недалеко от Пензы, это удивительно. А для православных людей это будет еще одно место, где есть возможность помолиться».
19 июня 2022 года было объявлено о завершающих работах на Михайловском редуте — создании навигационных, информационных стендов и экспозиций, дополнительной подсыпке грунта в просевших за зиму участках, закупке оборудования, монтаже и доработке земляного вала. Также сообщалось, что жители Николаевки предоставили предметы русской старины (коромысла, сундуки, чемоданы, ухваты, скалки и прочую домашнюю утварь) для формирования музейной экспозиции.

## Церемония открытия

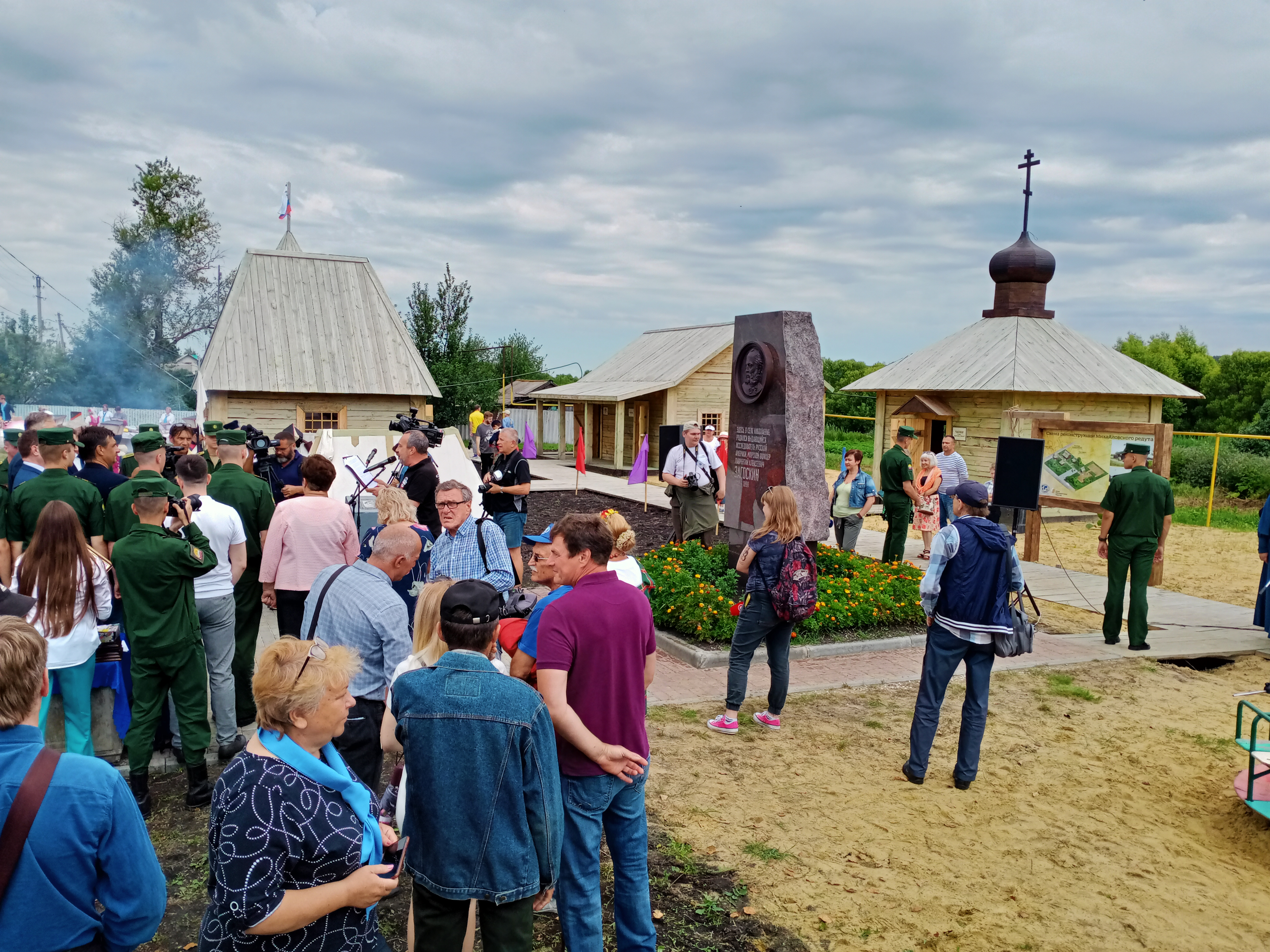
Церемония открытия

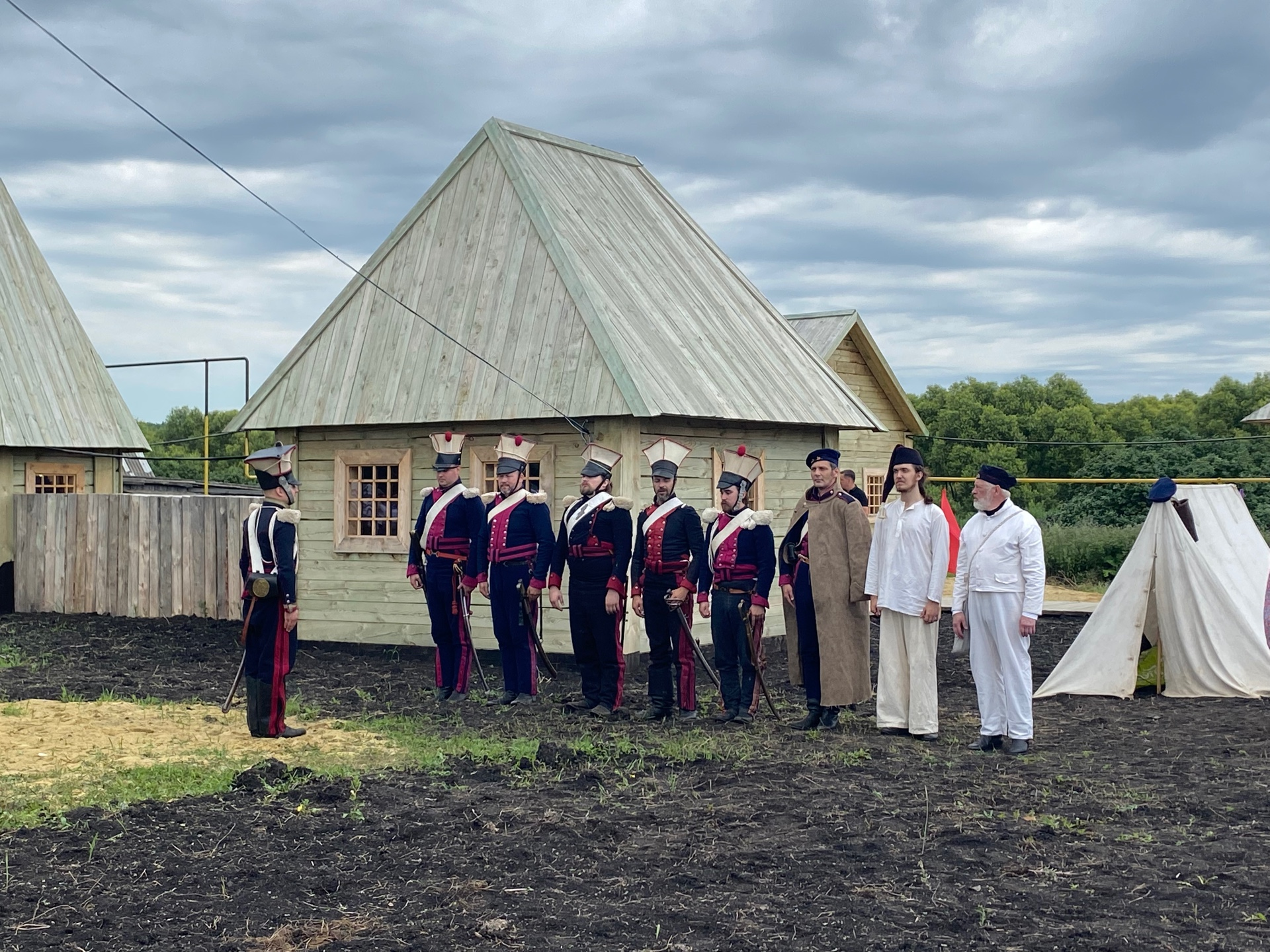
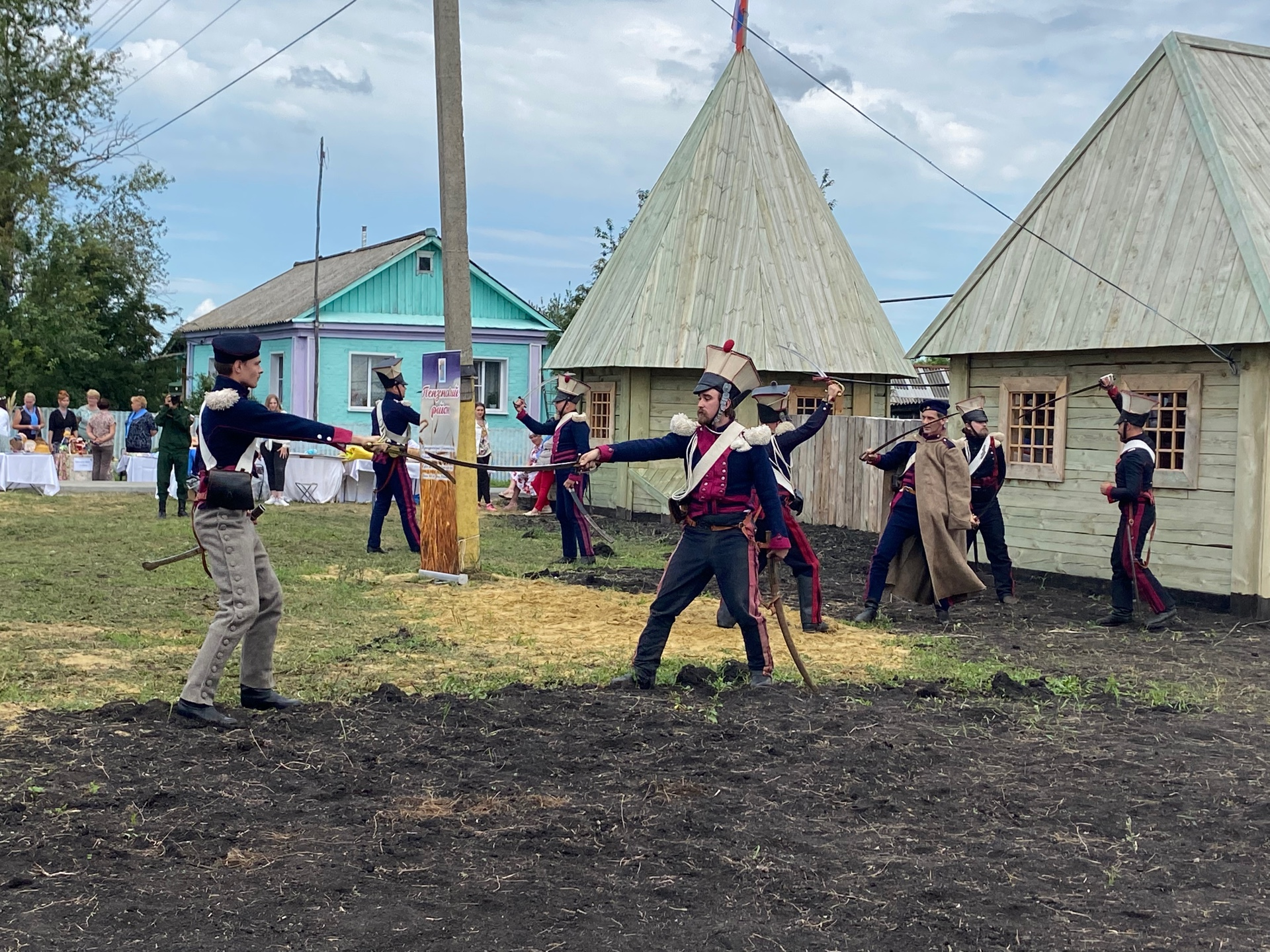
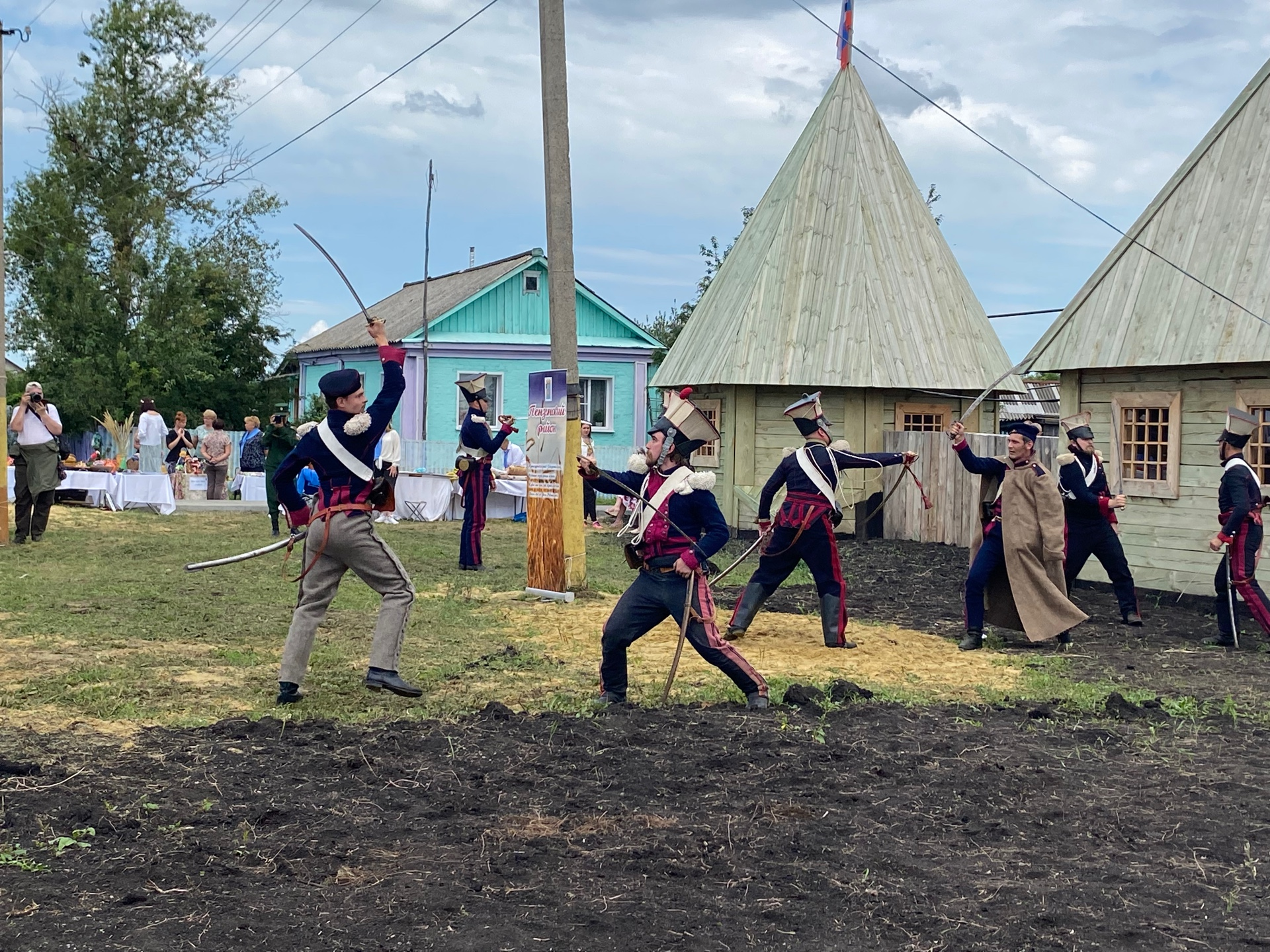

23 июля 2022 года состоялась торжественная церемония открытия Михайловского редута, в которой приняли участие начальник департамента по реализации общественных проектов аппарата полномочного представителя Президента Российской Федерации в Приволжском федеральном округе Дмитрий Соловьев, первый заместитель председателя Правительства Пензенской области Олег Ягов, депутат Законодательного Собрания Пензенской области Алексей Марьин, директор муниципального Рязанского музея путешественников Александр Капитанов, члены Пензенского областного отделения Русского географического общества во главе с Игорем Пантюшовым, военнослужащие ПАИИ, представители ветеранских организаций, творческие коллективы, жители Пензенской области и других регионов. Дмитрий Соловьев заявил: «Для того чтобы наше прошлое стало живым и доступным для граждан страны, необходимо пробуждать искренний интерес к нему, создавать притягательные точки, где современная молодёжь могла бы соприкоснуться с ним и получить заряд энергии. Именно такой важнейшей точкой на карте Пензенской области и Приволжского федерального округа станет Михайловский редут. Энтузиасты, реализующие масштабный проект «Юконский ворон», в рамках которого он создан, заслуживают искреннего уважения и благодарности за свой благородный труд по восстановлению и укреплению исторической памяти!». Олег Ягов передал слова поздравления всем организаторам проекта «Юконский ворон» с его успешной реализацией от Губернатора Пензенской области Олега Мельниченко, сообщил, что фестиваль «Юконский ворон» «нужно со следующего года включить в региональную программу, чтобы он был у нас постоянно в календаре и пользовался поддержкой губернатора и правительства» и выразил уверенность, что «открытие Михайловского редута будет стартом к новому масштабному проекту». Александр Капитанов привёз из Рязани и лично представил фотовыставку Рязанского музея путешественников, разместившуюся в казарме Михайловского редута. Игорь Пантюшов заявил: «Горжусь, что на нашей земле Пензенской теперь есть первый и единственный в России исторический объект — Михайловский редут, который создан в память о бесстрашных первопроходцах и исследователях Русской Америки!».
На церемонии открытия состоялось хоровое исполнение исторического гимна Русской Америки, написанного Барановым в 1799 году; театрализованное выступление артиста Пензенского ТЮЗа Вячеслава Копёнкина, исполнившего роль Лаврентия Загоскина, а также историческая реконструкция русских служивых людей XIX века, организованная военно-историческим клубом «Аванпостъ». Первую экскурсию по объектам Михайловского редута провел председатель пензенского отделения Русского географического общества Игорь Пантюшов.

## Реконструированные объекты Михайловского редута
Реконструкция Михайловского редута представляет собой музейный комплекс под открытым небом, состоящий из нескольких воссозданных объектов. В их числе — деревянные реконструкции форт-поста, часовни во имя Архистратига Михаила, казармы и амбара, каждая из которых выполнена в соответствии со стилем русских деревянных строений первой половины XIX века.
На форт-посте, как центральном объекте реконструкции Михайловского редута, постоянно вывешен флаг Русской Америки. Внутренняя экспозиция форта состоит из деревянного обеденного стола с табуретами, самовара и столовой посуды. Также в форт-посте находится портрет первого главного правителя русских поселений в Америке Александра Баранова.
Убранство часовни во имя Архистратига Михаила, освящённой митрополитом Серафимом, представлено небольшим алтарём и православными иконами.
В казарме, как жилом помещении, установлена деревянная кровать с тюфяком (мешком, набитым соломой и выполняющим функцию матраса), представлена различная бытовая утварь (коромысло, ухваты и др.). Также в казарме находятся портреты Лаврентия Загоскина и правителя Русской Америки Адольфа Этолина, при котором состоялась экспедиция Загоскина. Также в помещении казармы в настоящее время размещается фотовыставка, предоставленная Рязанским музеем путешественников.
Внутренняя экспозиция амбара состоит из деревянной телеги, на которой уложены мешки с мукой, деревянных бочек, деревянного сундука и иных предметов.
Все объекты Михайловского редута соединены между собой деревянными дорожками.

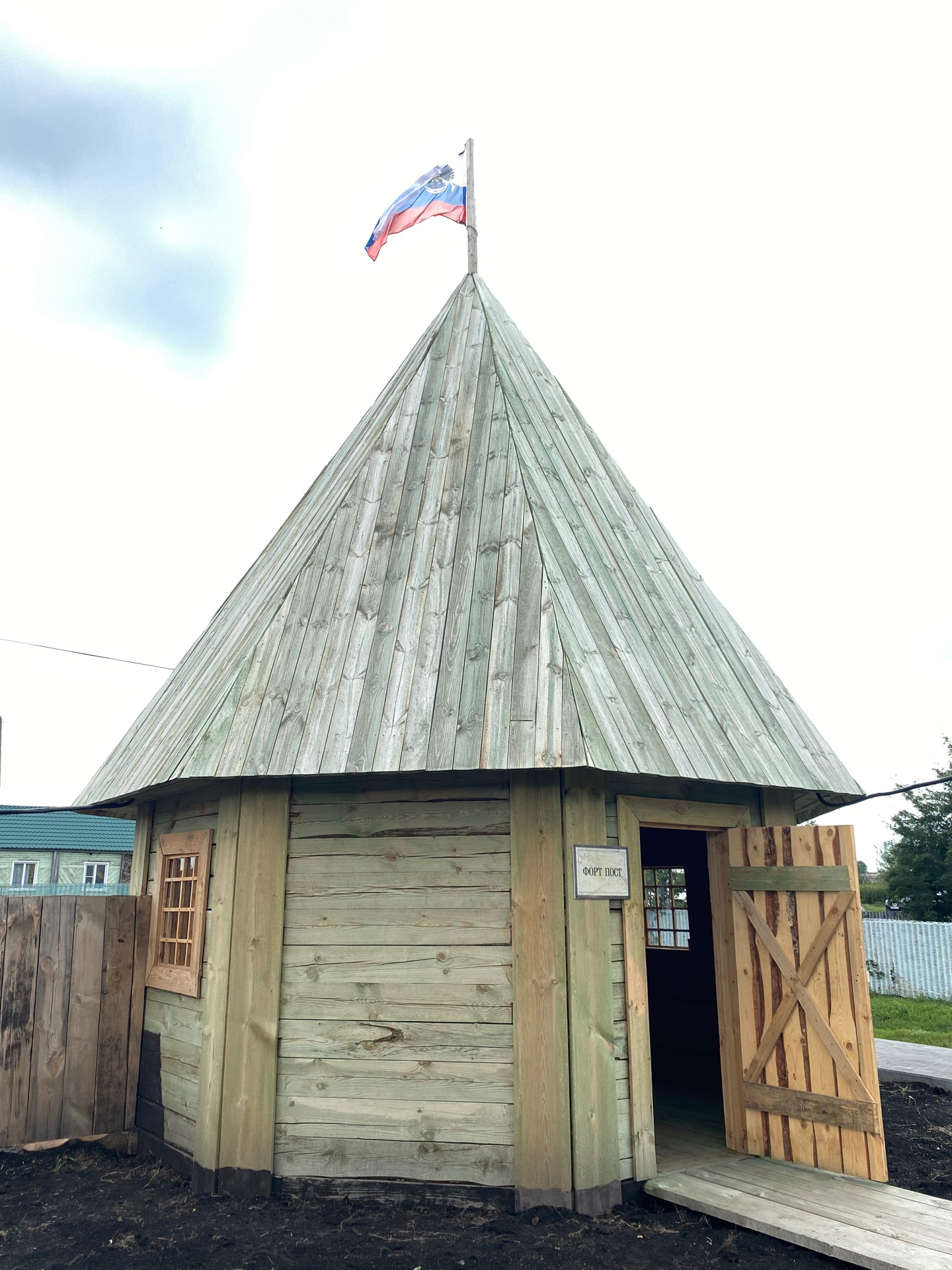
Форт-пост
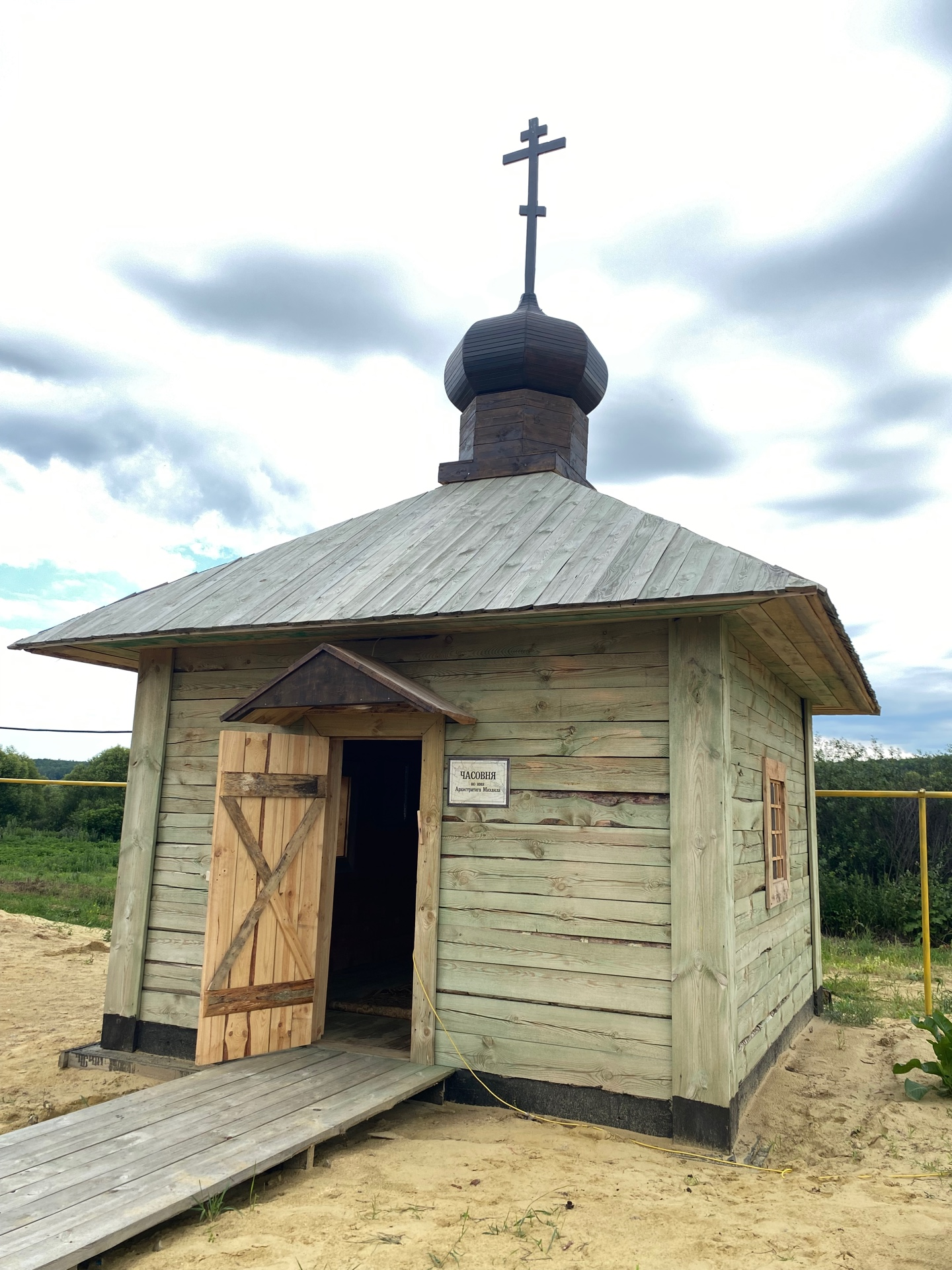
Часовня во имя Архистратига Михаила
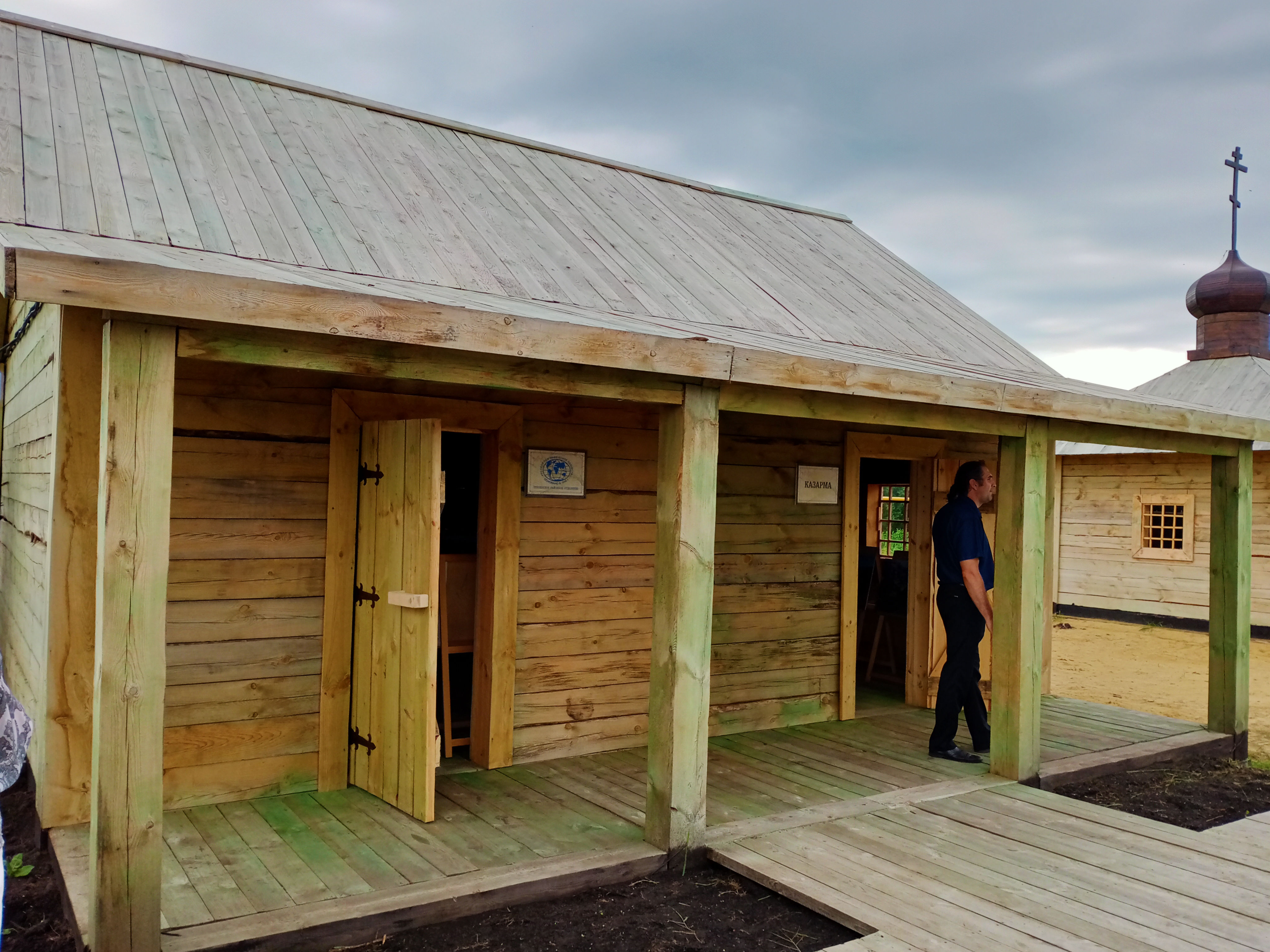
Казарма
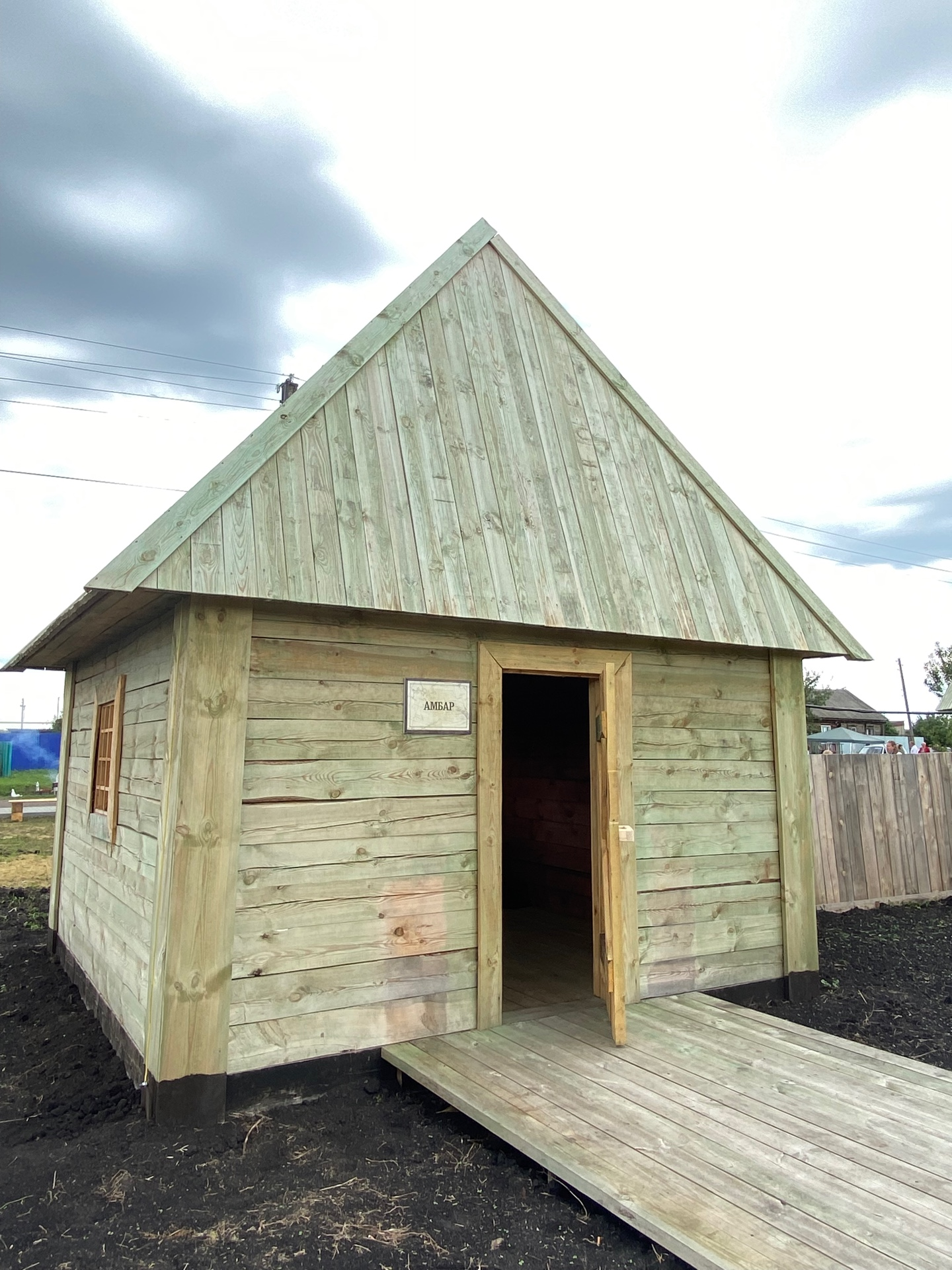
Амбар
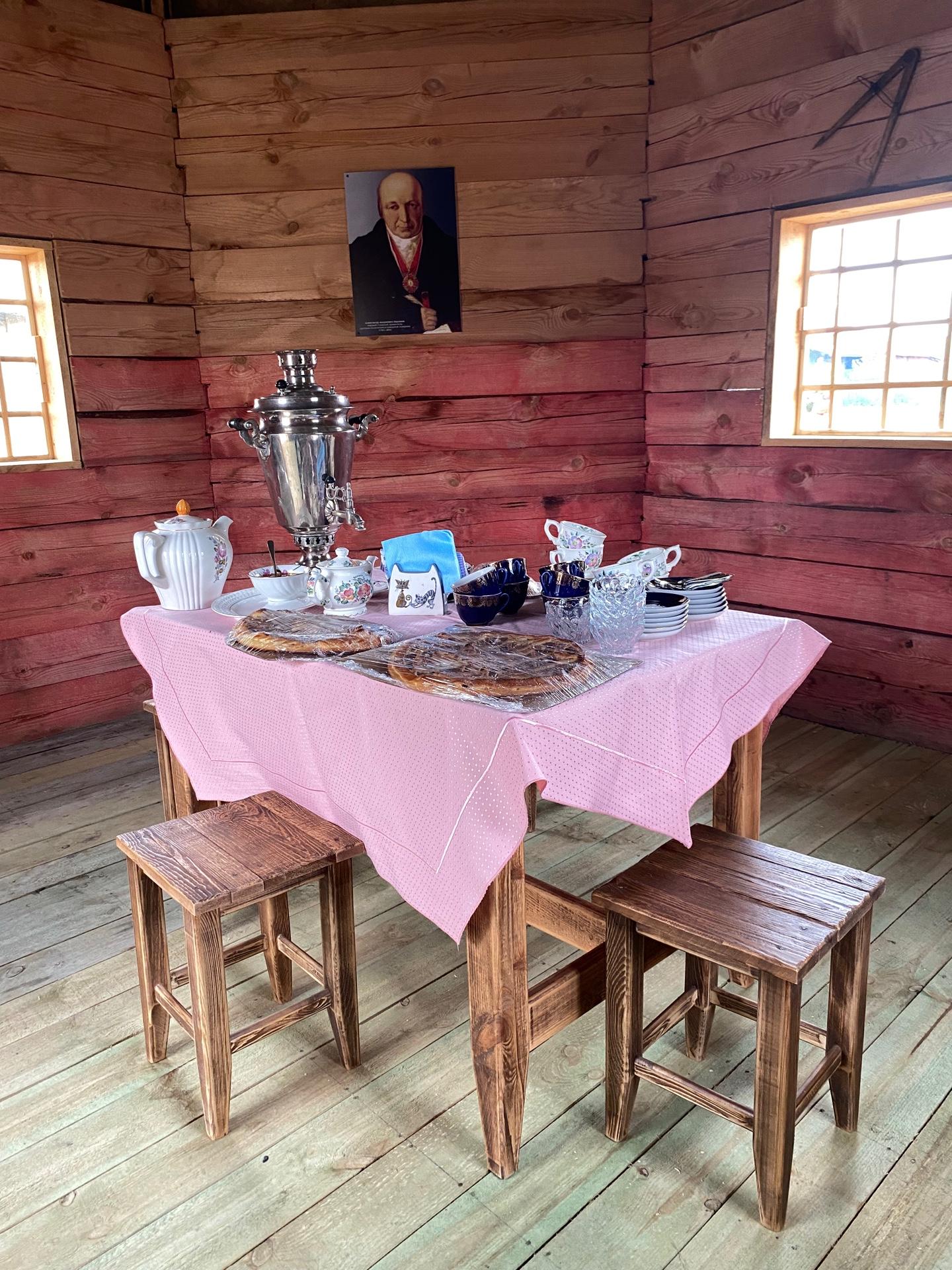
Форт-пост. Внутреннее убранство
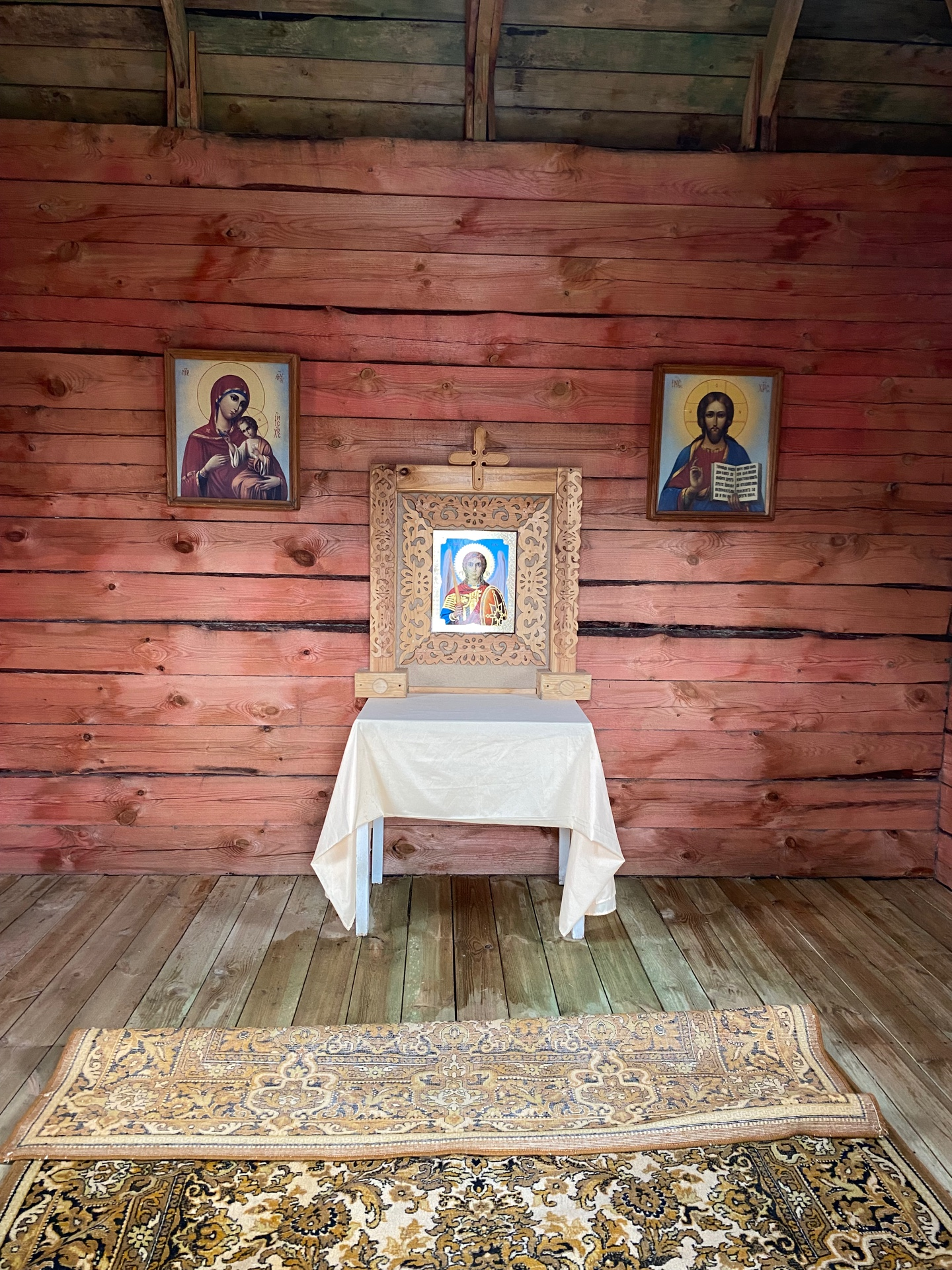
Часовня во имя Архистратига Михаила. Внутреннее убранство
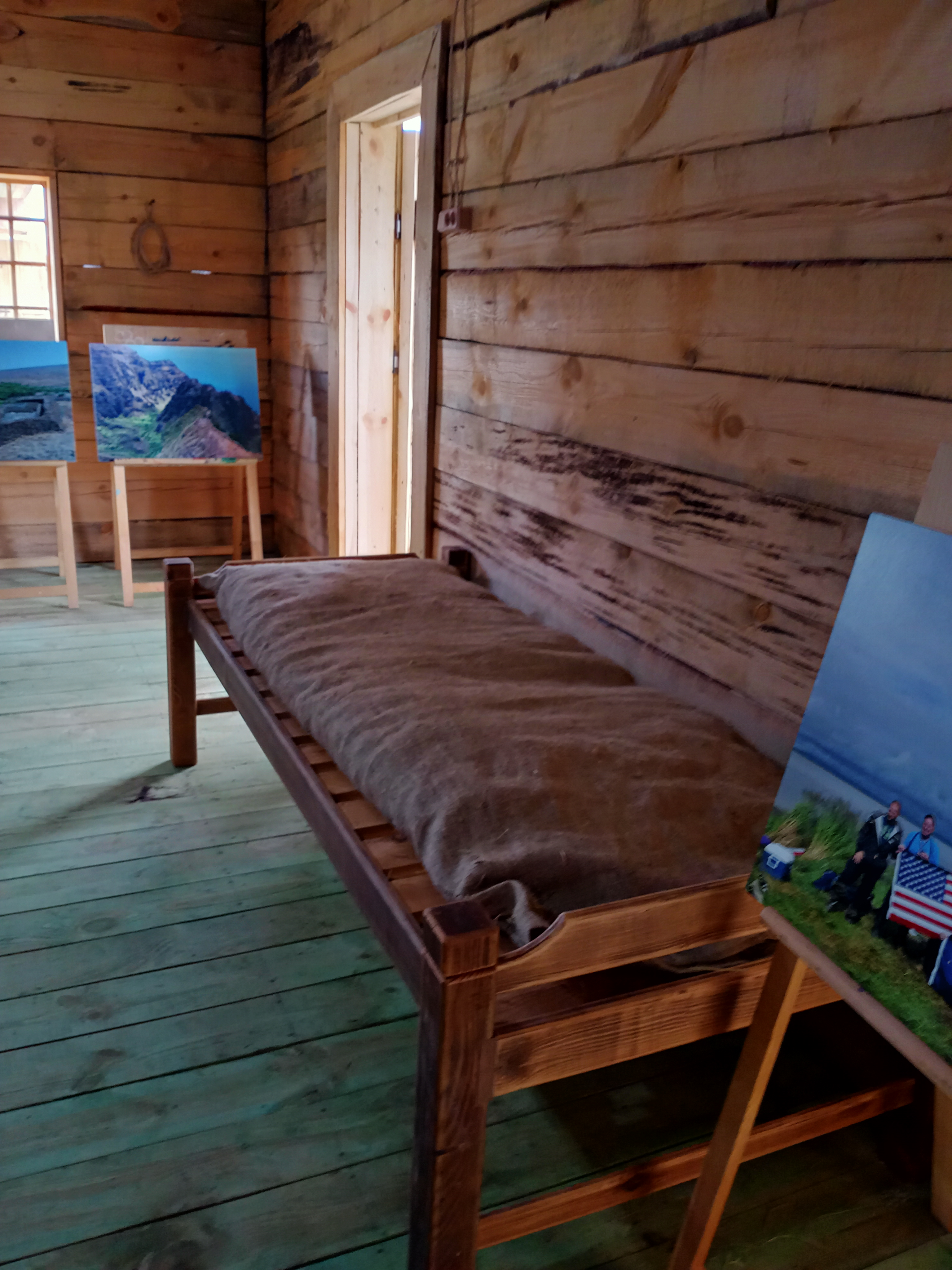
Казарма. Внутреннее убранство. Тюфяк
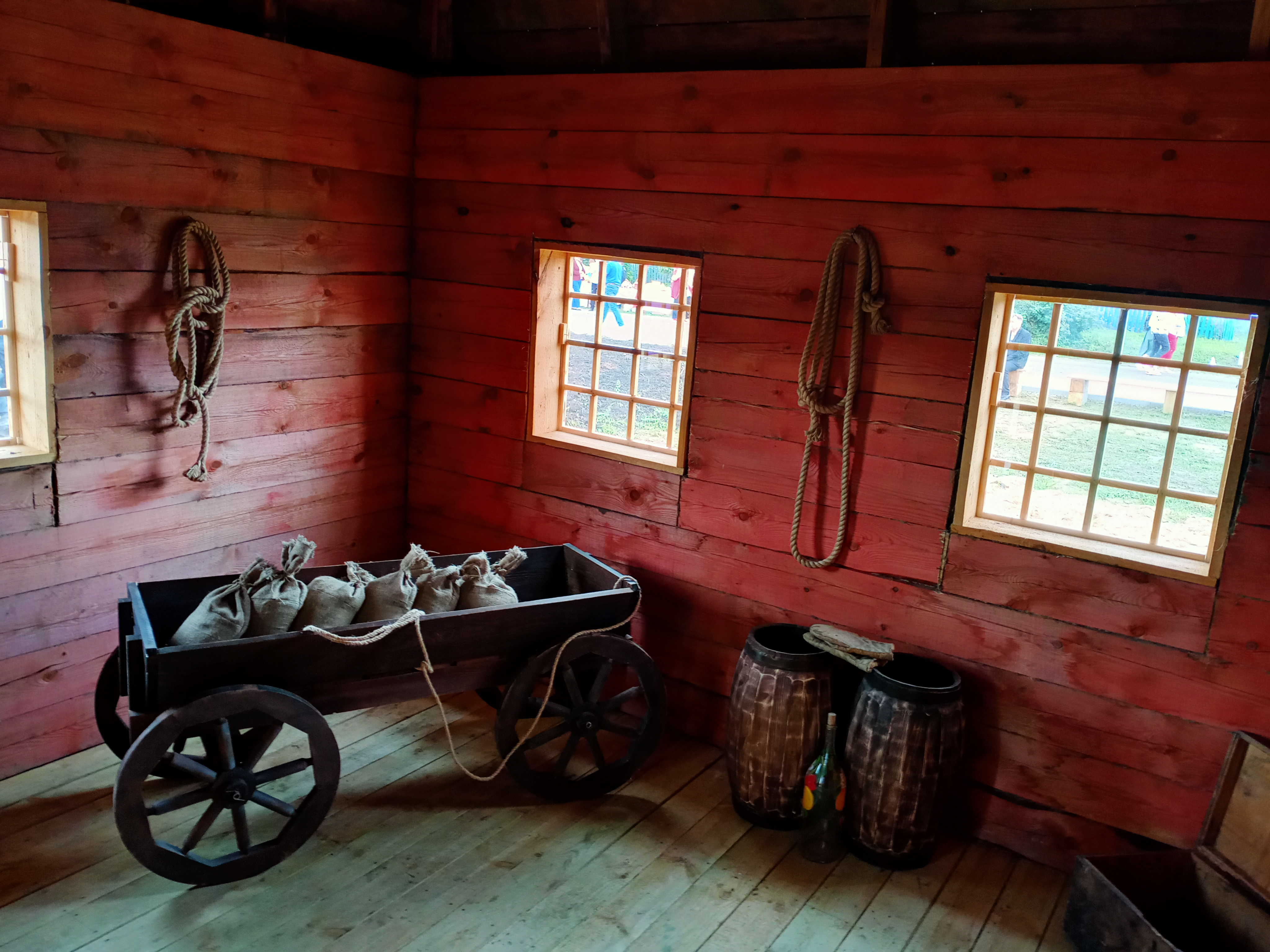
Амбар. Внутреннее убранство

## Планы развития проекта
Председателем пензенского отделения Русского географического общества Игорем Пантюшовым объявлено о планах расширить территорию Михайловского редута. В частности, создать историко-культурный центр, реконструкцию индейской деревни и большой индейской тропы, а также очистить и благоустроить пруд, расположенный неподалёку от редута.